# Hygronemobius albipalpus
Hygronemobius albipalpus är en insektsart som först beskrevs av Henri Saussure 1877.  Hygronemobius albipalpus ingår i släktet Hygronemobius och familjen syrsor. Inga underarter finns listade i Catalogue of Life.